# BGameBox
BGameBox（ビー・ゲームボックス）は、スター・ゲームズが運営していた日本のアダルトゲーム通信販売・ダウンロード販売サイト。

## 概要
スター・ゲームズの設立母体であるスター・アルファが2001年に開発し、セガが2003年から2006年まで運営していた「セガゲーム本舗」で使用されていたDRM技術・グルセンの実証と普及を目的に設立された。但し、グルセンの使用は2008年を以て廃止されており、その後はパルティオソフト製のソフト電池やインターレックス製のBuddyメーカー、ハートランド製のBDLなど他社が開発した複数のDRM技術を併用していた。
度重なるサーバー不具合によるメンテナンス等負担の増加とそれに伴うユーザの減少、またアダルトゲーム全体の売り上げの低迷などから2013年7月19日17時00分をもって姉妹サイト「BGameBoxLD」とともに全運営を停止し閉鎖された。

### 特徴
ビジュアルアーツがBGameBoxのサイト内でオフィシャル通販を実施し2006年よりキネティックノベルを独占販売していたが、ビジュアルアーツ自社通販システムの変更とBgameBoxサイトの閉鎖に伴い、2013年9月27日発売の「SAGA PLANETS」ブランドのアダルトゲーム『カルマルカ*サークル』からは自社通販サイト「VA購買部+」での販売へと移行した。
使用しているサーバの問題で不安定な運営を強いられており、平日の午前中に30分から1時間のメンテナンス時間を定期的に設けていた。

### マスコットキャラクター
福永ユミのキャラクターデザインによるお茶ノ水 博子（おちゃのみず ひろこ、声・北都南）と助手ロボット・テラ（声・かがみありす）の2名が設定されており、サイト内でインターネットラジオ「博子とテラのWebラジオ」が放送されていた。

## 取扱品目
ダウンロード販売・通信販売サイトの中では女性向け作品に力を入れており、au専用サイト「乙女モバイル」を開設していた。

### ダウンロード販売
- ダウンロード - 商業アダルトゲーム。

オープン当初はコンピュータソフトウェア倫理機構審査作品を扱う「美少女ゲームI」とコンテンツ・ソフト協同組合（CSA）他の審査作品を扱う「美少女ゲームII」に分かれていたが、2010年11月に統合された。
- アニメ・音楽・ドラマCD - アダルトアニメ他
- Ladies DL - ボーイズラブゲーム・乙女ゲーム
- 全年齢 - 一般向けパソコンゲーム

同人ソフトは原則として取り扱っていないが、全年齢カテゴリでは『ひぐらしのなく頃に』（07th Expansion）など例外的に販売されているタイトルも存在していた。

### 通信販売
WAYUTA受託。
- 美少女ゲーム
- Visual Art'sオフィシャル通販
- Ladies通販